# Latin American Poker Tour Saison 7
Résultats et tournois de la saison 7 du Latin American Poker Tour (LAPT).

## Résultats et tournois

### LAPT 7 Viña del Mar
- Lieu : Casino de Viña del Mar, Viña del Mar,  Chili[1]
- Prix d'entrée : 1 700 $[1]
- Date : Du 19 au 23 mars 2014[1]
- Nombre de joueurs :  609
- Prize Pool : 915 631 $
- Nombre de places payées :  87

| Place | Nom                    | Prix      |
| ----- | ---------------------- | --------- |
| 1er   | Mario Javier López     | 117 991 $ |
| 2e    | Rodrigo Pérez          | 120 000 $ |
| 3e    | Jefferson de Lima Melo | 90 000 $  |
| 4e    | Luis Resk Morales      | 95 000 $  |
| 5e    | Johann Díaz            | 47 620 $  |
| 6e    | Robert Lipkin          | 37 260 $  |
| 7e    | Guilherme Pita         | 27 560 $  |
| 8e    | Raúl Pino              | 18 960 $  |

### LAPT 7 São Paulo
- Lieu : Holiday Inn Parque Anhembi, São Paulo,  Brésil[2]
- Prix d'entrée : 4 400 BRL[2]
- Date : Du 30 mai au 3 juin 2014[2]
- Nombre de joueurs :  1 167
- Prize Pool : 4 411 080 BRL
- Nombre de places payées :  167

| Place | Nom                | Prix        |
| ----- | ------------------ | ----------- |
| 1er   | Carlos Hey de Lima | 800 000 BRL |
| 2e    | Victor Sbrissa     | 470 000 BRL |
| 3e    | Joaquín Ruiz Travi | 330 000 BRL |
| 4e    | Alexandre Sako     | 250 000 BRL |
| 5e    | Ángel Guillen      | 190 000 BRL |
| 6e    | Juan Franco        | 140 000 BRL |
| 7e    | Jorge Santos       | 105 000 BRL |
| 8e    | Gustavo Lopes      | 75 530 BRL  |

### LAPT 7 Panama
- Lieu : Veneto Grand Hotel Casino, Panama,  Panama[3]
- Prix d'entrée : 1 700 $[3]
- Date : 23 juillet 2014[3]
- Nombre de joueurs :  550
- Prize Pool : 826 925 $
- Nombre de places payées :  79

| Place | Nom             | Prix      |
| ----- | --------------- | --------- |
| 1er   | Fabián Ortiz    | 143 930 $ |
| 2e    | Guillermo Acuna | 114 115 $ |
| 3e    | Alexander Haber | 71 280 $  |
| 4e    | Nick Russo      | 55 560 $  |
| 5e    | Victor Viana    | 43 580 $  |
| 6e    | Javier Gómez    | 34 240 $  |
| 7e    | Antonio Hogaza  | 25 560 $  |
| 8e    | Hugo Lemaire    | 17 700 $  |

### LAPT 7 Lima
- Lieu : Atlantic City Casino, Lima,  Pérou[4]
- Prix d'entrée : 1 700 $[4]
- Date : Du 15 au 19 octobre 2014[4]
- Nombre de joueurs :  692
- Prize Pool : 1 040 420 $
- Nombre de places payées :  103

| Place | Nom                       | Prix      |
| ----- | ------------------------- | --------- |
| 1er   | Oscar Alache Orrego       | 135 488 $ |
| 2e    | Daniel Arigón             | 128 252 $ |
| 3e    | Jerson Backmann Caballero | 140 519 $ |
| 4e    | Marcos Exterkotter        | 65 240 $  |
| 5e    | Luis Herrera              | 51 920 $  |
| 6e    | José Torre                | 39 840 $  |
| 7e    | Jakub Kyrian              | 28 820 $  |
| 8e    | Carlos Sobenes            | 19 660 $  |